# Uruguays herrlandslag i strandfotboll
Uruguays herrlandslag i strandfotboll representerar Uruguay i strandfotboll för herrar. Laget styrs av Uruguays fotbollsförbund, Asociación Uruguaya de Fútbol.